# Nelly Richard
Nelly Richard (Caen, Francia, 1948) es una teórica cultural, crítica, ensayista y académica francesa-chilena, autora de numerosos libros y fundadora de la Revista de Crítica Cultural. Richard ha trabajado para abrir, facilitar y profundizar el debate cultural antes y durante la transición a la democracia.

## Biografía
Nació en Caen, Francia, en 1948, y estudió Literatura Moderna en la Universidad París IV - La Sorbonne.  
Se mudó a Chile en 1970, el mismo año en que la Unidad Popular, bajo el liderazgo del presidente socialista Salvador Allende, llega a la presidencia del país. Una vez en Chile, Richard se involucró en proyectos artísticos como crítica, ensayista y curadora, cultivando un perfil intelectual que paulatinamente la llevaría a adquirir gran relevancia en la escena local. Durante ese periodo trabajaba como coordinadora de exposiciones de artes visuales en el Museo Nacional de Bellas Artes de Santiago, bajo la dirección del artista visual Nemesio Antúnez y además lo apoya en los contenidos y formas del programa televisivo "Ojo con el arte.Sin embargo -y tras el Golpe de Estado de 1973- deja el puesto tras la intervención y modificaciones al interior de la institución (incluida la salida de Antúnez) tras el violento derrocamiento de Allende.
Paralelamente, en esos primeros años conoce al artista Carlos Leppe con el cual establecen una estrecha relación. Colaborando en algunas de sus acciones de arte y al que le dedicaría su primer libro Cuerpo Correccional (1980) por su trabajo artístico. 
Bajo la dictadura de Augusto Pinochet, Richard trabajó estrechamente vinculada a una escena artística "no oficial", cuyo discurso confrontaba la acción interventiva y censuradora del régimen militar con respecto a instituciones museales, académicas y medios de comunicación. En este marco, Richard fue una figura clave en la configuración de este nuevo movimiento y su difusión en el extranjero, al que dio por título Escena de Avanzada en uno de sus escritos más emblemáticos: Márgenes e Instituciones, Arte en Chile desde 1973, publicado por primera vez en el número de 1981 de la revista italiana de diseño Domus. La forma de esta Escena de Avanzada se configuró en exposiciones nacionales e internacionales, así como en numerosas publicaciones emprendidas, dirigidas y redactadas por la propia Richard. Entre ellas destacan el envío chileno a la Bienal de París de 1982 -cuya selección fue realizada por la propia Richard como curadora-, las revistas CAL (1979) y La Separata (1981-1986), y las ediciones de las galerías Cromo y Sur, esta última dirigida por la artista chileno-española Roser Bru
Una vez retornada la democracia, fue directora de Revista de Crítica Cultural desde su fundación en 1990 y hasta su cierre en el año 2008. Desde esa plataforma, inició investigaciones vinculadas al pensamiento poscolonial y a la teoría de género, continuando su rol como figura destacada en el movimiento feminista de Chile iniciado a mediados de la década del 80. En este aspecto, cabe destacar que Richard fue una de las principales organizadoras del Primer Congreso de Literatura Femenina Latinoamericana, (Santiago, 1987), el evento literario más importante y significativo bajo el régimen.
Recibió la Beca Guggenheim en 1996. Entre 1997 y 2000 dirigió el programa Postdictadura y transición democrática: identidades sociales, prácticas culturales y lenguajes estéticos de la Fundación Rockefeller en Chile, y el diplomado en Crítica Cultural de la Universidad ARCIS en Santiago. Ha trabajado como directora de la serie Crítica y ensayos de la Editorial Cuarto Propio en Santiago de Chile, y como investigadora invitada del Museo Nacional Centro de Arte Reina Sofía en España.
Fue editora del destacado seminario y posterior publicación Arte y Política (2005), junto al filósofo Pablo Oyarzún y la curadora Claudia Zaldivar. También participó como editora de Utopía(s):revisar el pasado, criticar el presente, imaginar el futuro (2004), Pensar en / la postdictadura (2000) junto a Alberto Moreiras y Políticas y estéticas de la memoria(1999). También ha escrito numerosos textos y artículos publicados en libros y revistas nacionales e internacionales.
Es miembro del Claustro de Profesores del Doctorado con mención en Estética de la Facultad de Arte de la Universidad de Chile, y del Consejo Asesor del Departamento de Español y Portugués de la Universidad de Princeton.

## Publicaciones
- Latencias y sobresaltos de la memoria inconclusa. (Chile: 1990-2015). Editorial Universitaria Villa María.
- Campos cruzados. Crítica cultural, latinoamericanismo y saberes al borde, 2009
- Feminismo, Género y diferencia(s) 2008
- Fracturas de la memoria. Arte y pensamiento crítico, 2007
- Intervenciones críticas (Arte, cultura, género y política), 2002
- Residuos y metáforas: ensayos de crítica cultural sobre el Chile de la transición, 1998[9]
- La insubordinación de los signos: cambio político, transformaciones culturales y poéticas de la crisis, 1994[10]
- Masculino / Femenino: prácticas de la diferencia y cultura democrática, 1993
- La estratificación de los márgenes: Sobre arte, cultura y política(s), 1989
- Márgenes e instituciones: Arte en Chile desde 1973, 1987

## Impacto cultural
Richard ha sido muy importante en la diseminación por América Latina de la obra de pensadores e escritores contemporáneas importantes como Beatriz Sarlo, Néstor García Canclini, Jacques Derrida, Ernesto Laclau, Frederic Jameson, Jesús Martín Barbero, y Diamela Eltit.
El crítico inglés Jon Beasley-Murray escribe en un artículo sobre ella que "durante más que dos décadas Nelly Richard ha sido la teorista y defensora del papel y la potencial del arte más incansable" en el Chile de la dictadura y la posdictadura.
La directora editorial de Cuarto Propio, Marisol Vera, escribe en la introducción a la edición de La insubordinación de los signos de 1994 que "tanto sus textos como la discusión en torno a ellos activan un campo de problemas que resultan vitales para la reflexión cultural y el debate crítico de la postransición"
En la introducción a la traducción al inglés de La insubordinación de los signos, Alice A. Nelson y Silvia R. Tandeciarz escriben que la obra de Richard está colocada en "las intersecciones de la crítica literaria, la historia del arte, la estética, la filosofía, y la teoría feminista".
Richard es considerada la teórica más importante conectada con la escena de avanzada chilena, la cual emergió durante la dictadura de Pinochet (1973-90) e incluyó el colectivo CADA (compuesto de artistas Lotty Rosenfeld y Juan Castillo, escritores Diamela Eltit y Raúl Zurita) además de otros artistas como Carlos Leppe, Alfredo Jaar, Francisco Copello, Juan Domingo Dávila, y Carlos Altamirano. Su libro Márgenes e Instituciones; arte en Chile desde 1973 es una referencia clave para el estudio del movimiento. En su libro La insubordinación de los signos describe algunas de las obras e intenciones de CADA y los demás artistas.[cita requerida]